# Geschlechtsangleichende Operation
Geschlechtsangleichende Operationen (kurz GA-OP) sind chirurgische geschlechtsangleichende Maßnahmen, bei denen primäre oder sekundäre Geschlechtsmerkmale in Aussehen und Funktion dem Geschlechtsempfinden angeglichen werden. Diese Eingriffe werden an Inter- und Transmenschen durchgeführt. Die gleichen oder ähnliche Operationstechniken werden angewandt, um nach Unfällen oder Krankheiten Geschlechtsmerkmale wiederherzustellen.
An intergeschlechtlichen Kindern wurden diese Operationen seit den 1960er Jahren vielfach ohne medizinische Indikation und ohne wirksames Einverständnis der Eltern schon im Kleinkindalter durchgeführt. Oft fand keine ausreichende ärztliche Aufklärung über die massiven Folgen durch die anschließende, meist kontra-chromosomale Hormonbehandlung statt, die unter anderem zur späteren Unfruchtbarkeit führte. Seit einer Neuregelung in § 22 Abs. 3 des deutschen Personenstandsgesetzes zum 1. November 2013 muss kein Geschlechtseintrag ins Geburtsregister mehr erfolgen, wenn ein Kind weder dem weiblichen noch dem männlichen Geschlecht zugeordnet werden kann. Bereits in einer Stellungnahme aus dem Jahr 2012 hatte der Deutsche Ethikrat ausgeführt, dass chirurgische Eingriffe zur Herstellung einer bestimmten Geschlechtszugehörigkeit für viele Betroffene im Erwachsenenalter mit massiven körperlichen und seelischen Beeinträchtigungen verbunden sind. Eine Leitlinie der Gesellschaft für Kinderheilkunde und Jugendmedizin trägt dem Rechnung, indem sie operative Eingriffe bei Säuglingen inzwischen mit mehr Zurückhaltung beurteilt. Am 22. Mai 2021 trat in Deutschland ein grundsätzliches Verbot der Operation nicht einwilligungsfähiger intergeschlechtlicher Kinder in Kraft.
Seit einer Entscheidung des deutschen Bundesverfassungsgerichtes vom 11. Januar 2011 brauchen sich erwachsene Transmenschen nicht mehr zwangsläufig einer operativen Genitalangleichung zu unterziehen, um eine Personenstandsänderung nach dem Transsexuellengesetz zu erreichen.
Im Jahr 2021 wurden für Deutschland 2.598 geschlechtsangleichende Eingriffe am Genital erfasst (OPS-Code 5-646: Operationen zur Genitalumwandlung) – das sind mehr als doppelt so viele wie im Jahr 2012. In den USA hat sich die Zahl dieser Operationen von 2016 bis 2019 auf 13.011 mehr als verdreifacht.

## Die Eingriffe im Einzelnen
Aufgeführt sind die operativen Eingriffe, die bei trans-Menschen durchgeführt werden, die dies wünschen, Menschen also, bei denen die weiblichen in männlich erscheinende Geschlechtsmerkmale verändert werden sollen oder umgekehrt. Eingriffe bei intergeschlechtlichen oder rekonstruktive Eingriffe müssen weitaus mehr an die äußerst unterschiedlichen Gegebenheiten im Einzelfall angepasst werden.
Bei Transmenschen geht den operativen Eingriffen nahezu immer eine Therapie mit Sexualhormonen voraus. Nach heutigen Standards ist über die Operationen hinaus eine lebenslange Fortsetzung der Hormongaben notwendig, da nach der Entfernung der eigenen Keimdrüsen sonst Hormonmangelerscheinungen auftreten können. Durch diese Hormontherapie entwickeln sich zusätzlich die sekundären Geschlechtsmerkmale des anderen Geschlechts. Die sekundären Geschlechtsmerkmale des eigenen anatomischen Geschlechts bleiben jedoch größtenteils erhalten, ebenso ist die Wirkung auf die primären Geschlechtsmerkmale meist nur gering. Im Wege einer genitalangleichenden Operation lässt sich keine Zeugungsfähigkeit herstellen. Bei beiden Geschlechtern führen die Eingriffe nach Entfernung der eigenen Keimdrüsen vielmehr zur Unfruchtbarkeit.
Man unterscheidet zwischen genitalangleichenden Eingriffen, also solchen, die an den primären Geschlechtsmerkmalen stattfinden, und weiteren Eingriffen, die die sekundären Geschlechtsmerkmale betreffen.

### Trans-Männer

#### Mastektomie

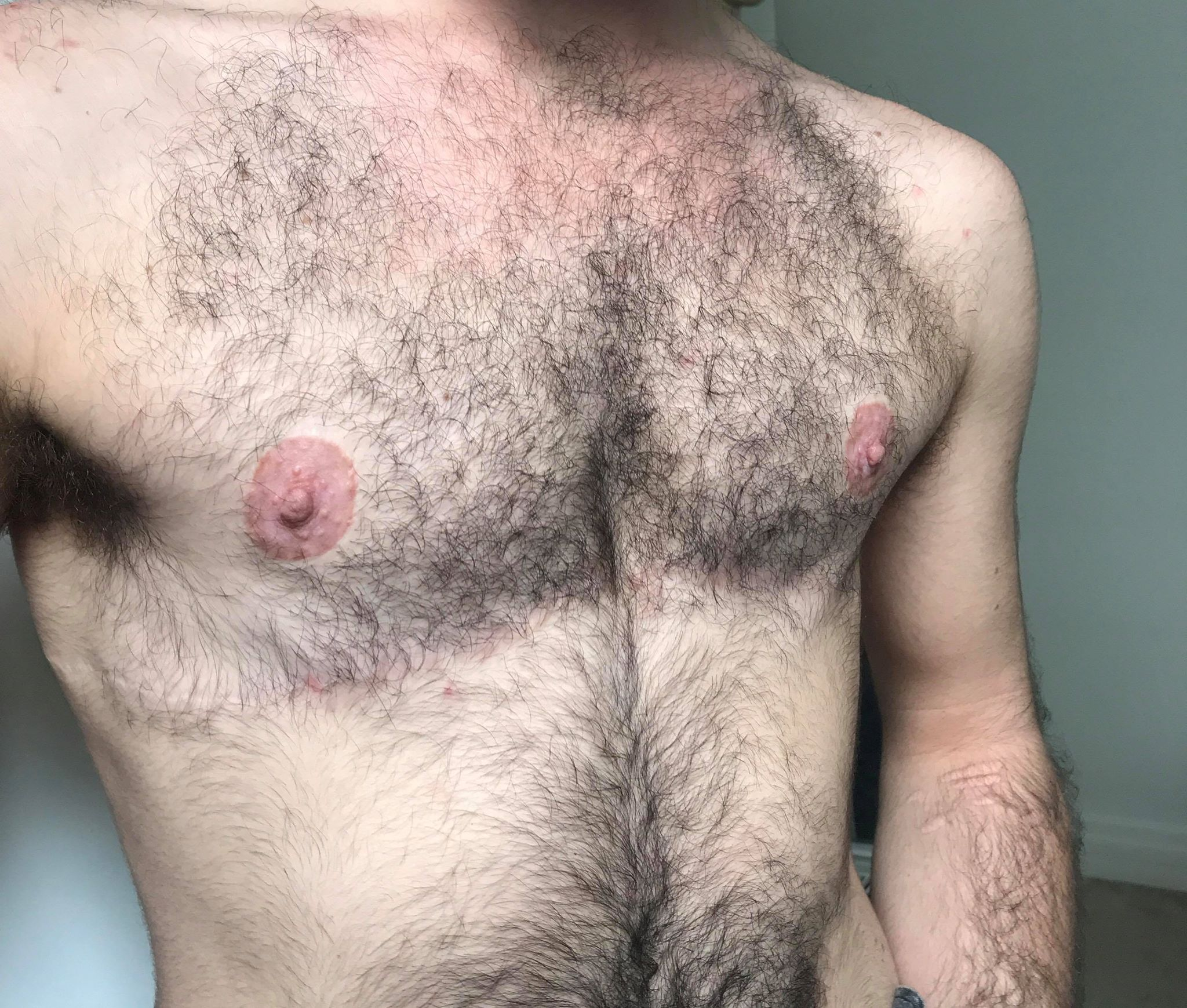
Mastektomie als geschlechtsangleichende Operation für einen Transmann, mit Erhaltung der Brustwarzen

Darunter versteht man die Entfernung der weiblichen Brustdrüse mit Erhaltung der Mamille und mindestens einem Teil der Haut, so dass eine flache Brust zurückbleibt. Es gibt unterschiedliche Techniken, welche auch deutlich von der Ausgangssituation (Brustgröße) abhängig sind. Ziel ist eine ästhetische Situation mit möglichst kleinen
Narben. Im Gegensatz zu der Operation bei Brustkrebs können Haut und Brustwarzen eher geschont werden.

#### Hysterektomie mit Adnexektomie
Hierunter wird die Entfernung der inneren weiblichen Organe, also Gebärmutter, Eierstöcke und Eileiter verstanden. Ein derartiger Eingriff wird vor allem wegen des erhöhten Krebsrisikos durch die Hormonbehandlung empfohlen. Die Hysterektomie erfolgt entweder durch Bauchschnitt oder durch die Vagina, sehr selten endoskopisch. Sie ist heutzutage ein Standard-Eingriff. Die Liegedauer beträgt zwischen drei und zehn Tagen.

#### Genitalangleichende Operation

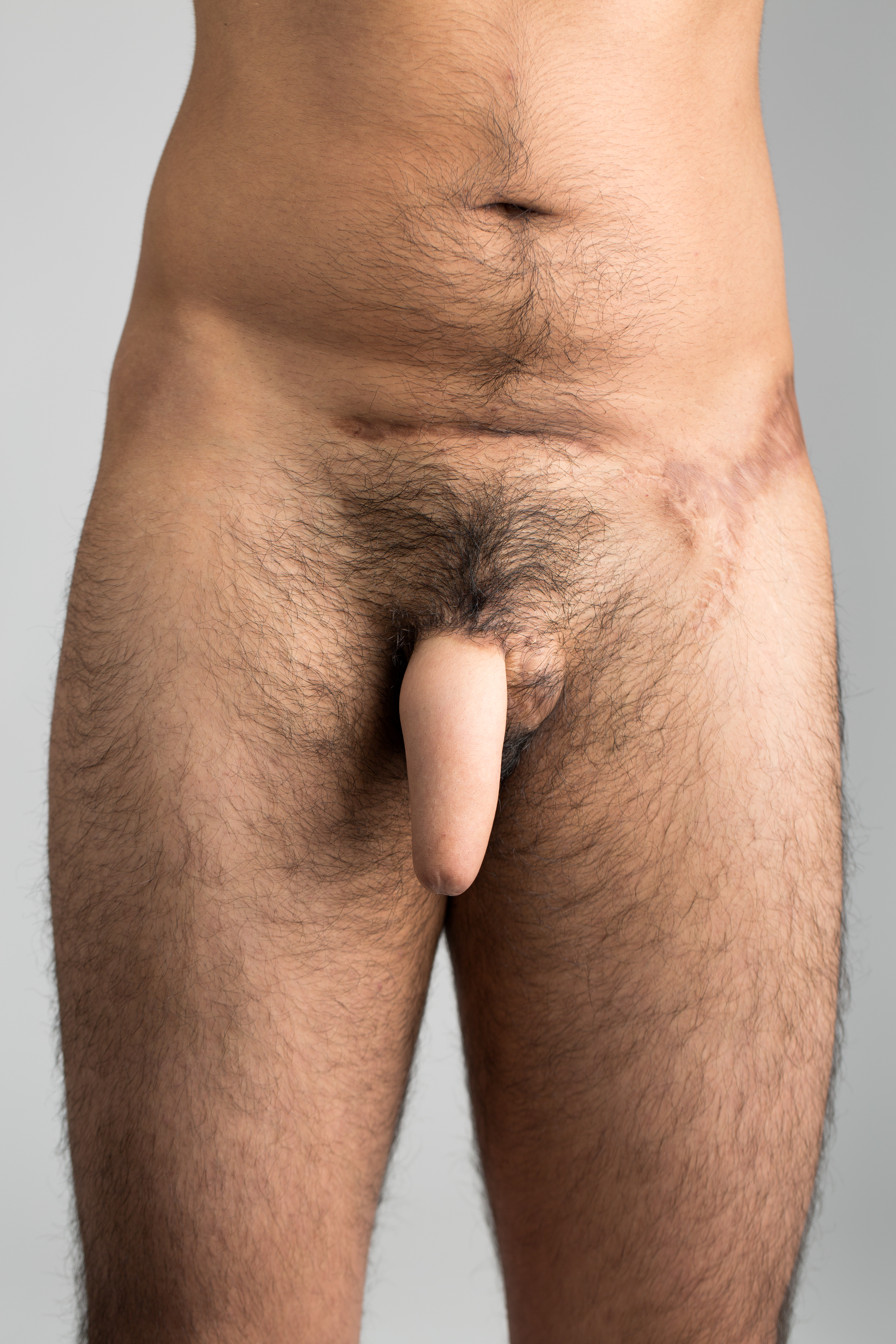
Ergebnis einer genitalangleichenden Operation mit Konstruktion eines Penis

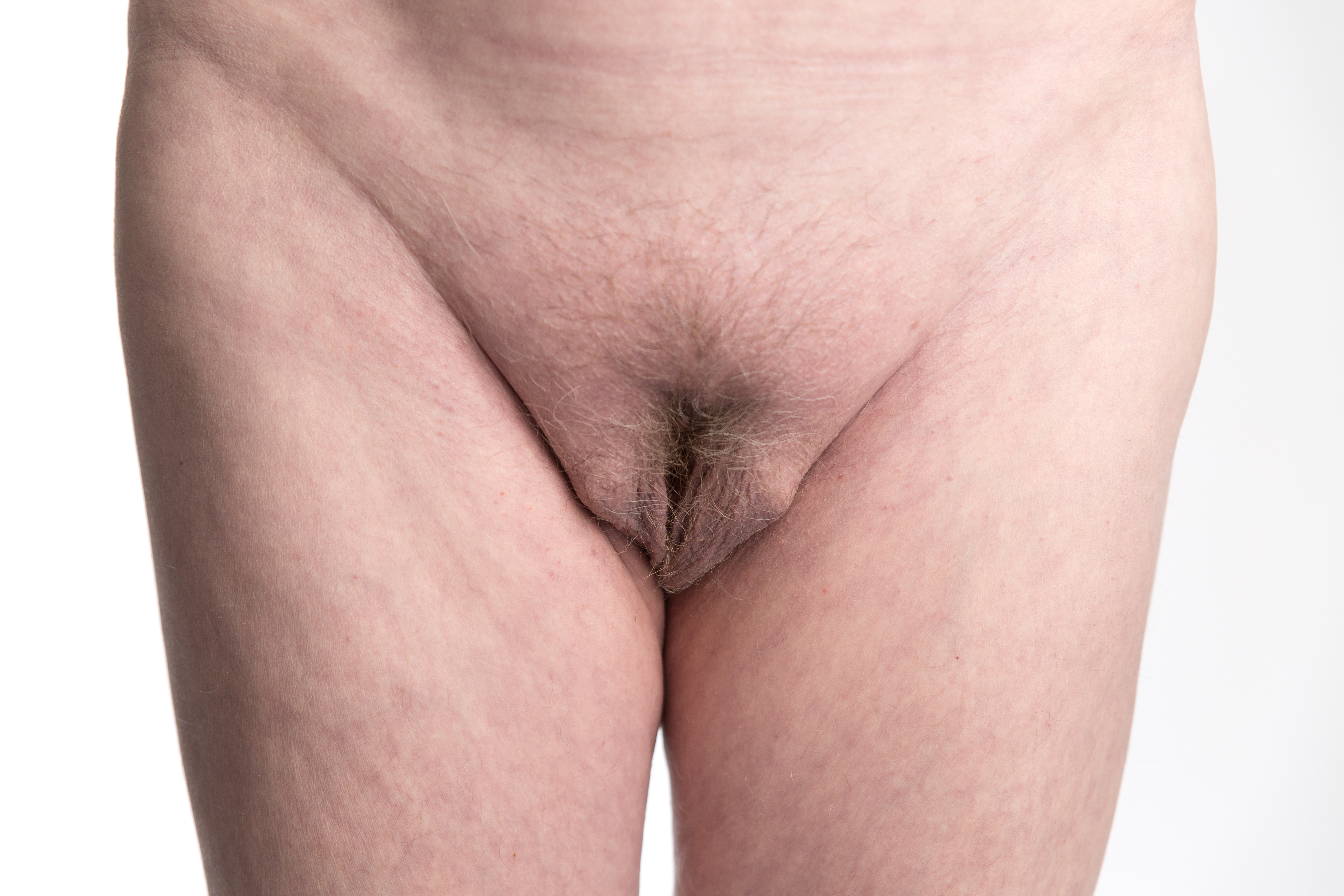
Ergebnis einer genitalangleichenden Operation mit Konstruktion einer Vulva

Der Aufbau von männlich erscheinenden Genitalien (Phalloplastik) ist komplizierter und risikoreich. Gängig sind folgende Techniken; bei allen wird meistens aus den großen Schamlippen ein Hodensack geformt und mit Hodenprothesen aus Kunststoff gefüllt:
- Metaidoioplastik: Die durch die Hormontherapie vergrößerte Klitoris wird teilweise aus ihrem Hautmantel freigeschnitten und eine Harnröhre aus den kleinen Schamlippen geformt.
 Das Ergebnis sieht in der Regel authentisch aus – aber sehr klein.[14] Die Sensibilität bleibt weitestgehend erhalten, die Größe beträgt meistens zwischen 2 und 3,5 cm. Mit der richtigen Technik ist zumeist ein Geschlechtsverkehr möglich.[14] Dafür ist die Metaidoioplastik eine relativ komplikationsarme Methode, und es wird kein Gewebe von anderen Körperstellen transplantiert. Die Liegedauer im Krankenhaus beträgt ein bis zwei Wochen.
- Unterarm-Plastik: Aus dem nicht-dominanten Unterarm (meistens links), seltener aus dem Oberarm oder dem Unterschenkel, wird ein Hautlappen mit darunter liegendem Gewebe, Adern und Nervenstrang entnommen.[15] Aus diesen wird anschließend ein Penoid geformt. Gelegentlich wird diese Technik mit der Metaidoioplastik kombiniert, dann wird der Eingriff in zwei Schritten ausgeführt. Die Adern und der Nervenstrang werden in der Leiste angeschlossen, so dass das Penoid eine eigene Blutversorgung und Gefühlsfähigkeit erlangt. Bei dieser Methode wird die Harnröhre normalerweise bis zur Spitze des Penoids geführt.
 An der Entnahmestelle entsteht in der Regel eine Narbe. Abhängig von der Operationsmethode bleibt die Sensibilität normalerweise weitestgehend erhalten. Die Größe des Penoids beträgt üblicherweise 10–12 cm, gelegentlich auch mehr. Abhängig von der Armdicke ist der Umfang meistens klein. Bei einer zweiten Operation werden Hodenprothesen aus Kunststoff und ein Versteifungsimplantat (die für Männer mit Erektionsproblemen entwickelt wurden und daher wenig zum Umfang beitragen) eingebaut, damit Geschlechtsverkehr möglich wird. Die Liegedauer beträgt zwei bis 6 Wochen.
- Bauchmuskel-Plastik: Einer der beiden längs liegenden Bauchmuskeln wird vom Rippenbogen gelöst, aufgerollt, nach unten geklappt und mit Leistenhautlappen zu einem penisähnlichen Gebilde geformt.[15] Die Harnröhre wird dabei nur selten bis an die Spitze des Penoids geführt, meistens endet sie an der Basis desselben. Dieses ist eine äußerst komplikationsträchtige Methode, oft stirbt die Penisplastik teilweise oder gänzlich ab.
 Die Sensibilität kann nach einigen Jahren teilweise wiederhergestellt sein. Die Größe beträgt üblicherweise bis 12 cm, gelegentlich auch mehr. Mit einem Versteifungsimplantat ist Geschlechtsverkehr möglich. Die Liegedauer beträgt 6 bis 10 Wochen für den ersten Eingriff.
- Latissimus-dorsi-Plastik:[16] Weil die Bauchmuskel-Plastik sich wegen ihrer Komplikationsrate nicht bewährt hat und die Unterarm-Plastik wegen der Begrenztheit der Möglichkeiten hinsichtlich Größe zu erheblichen Unzufriedenheiten der Patienten führt, wurden in den letzten Jahren verschiedene andere Techniken auf den Fachkongressen vorgestellt. Als zielführend und deshalb mittlerweile von mehreren Zentren weltweit durchgeführt, gilt die Latissimus-dorsi-Plastik aus dem „breitesten Rückenmuskel“, bei der mit überschaubarem Risiko und geringem Funktionsausfall ein Penis konstruiert werden kann. Dieser hat in der Regel auch nach Abschluss der Heilung noch eine mit einem originären Penis vergleichbare Größe.

### Trans-Frauen

#### Genitalangleichende Operation

##### Geschichte
Vorläufer dieser Operationen gab es bereits in den 1920er Jahren. Diese wurden in Kliniken in Berlin und Dresden durchgeführt. Nach dem Machtantritt der Nationalsozialisten wurden diese Zentren geschlossen und ein Großteil der medizinischen Unterlagen vernichtet. Die überwiegend jüdischen Ärzte gingen ins Exil und führten ihre Arbeiten und Forschungen in verschiedenen Ländern fort. Die Unterlagen zu der durch den Dresdner Gynäkologen Kurt Warnekros durchgeführten Operation der dänischen Malerin Lili Elbe wurden vermutlich während der Luftangriffe auf Dresden vernichtet.
Georges Burou, französischer Gynäkologe in Casablanca (Marokko), beeinflusste in den 1960ern grundlegend die Vaginoplastik bei Transfrauen. Zu seinen Patientinnen zählte 1958 die französische Entertainerin und Sängerin Coccinelle und 1960 die erste Engländerin einer geschlechtsangleichenden Operation April Ashley.

##### Penisinvaginations-Methode
Ein Teil der Eichel wird mitsamt den Blutgefäßen und Nerven aus dem Penis herausgelöst und an der entsprechenden Stelle wieder eingenäht. Dadurch entsteht dann die neue Klitoris, die durch die erhalten gebliebenen Nervenenden später ein sexuelles Lustempfinden ermöglicht. Ebenfalls herausgelöst wird die Harnröhre und entsprechend gekürzt. Die Hoden werden genau wie die Schwellkörper am Penisschaft restlos entfernt. Es gibt aber auch Techniken, bei denen letztere zum Teil als vaginale Schwellkörper Verwendung finden. Die Penishaut wird zur Auskleidung eines geschaffenen Körperhohlraums verwendet (Penisinversion) und bildet so die Neovagina. Schließlich werden aus dem Hodensack die Schamlippen geformt. Manche Operateure formen auch bei dieser Methode aus dem inneren Blatt der Penisvorhaut die kleinen Schamlippen. In vielen Fällen muss nach einigen Monaten noch eine zweite, kleinere Operation vorgenommen werden, um einige Korrekturen vorzunehmen, besonders dann, wenn der künstlich geschaffene Vaginalkanal wieder zugewachsen ist.
Die inneren Geschlechtsorgane mit ihren Funktionen wie Menstruation und Sekretbildung lassen sich derzeit nicht nachbilden.

##### Kombinierte Methode
Bei der kombinierten Methode wird die Klitoris ebenfalls aus der Eichel und den dazugehörigen Gefäßen und Nerven des Penisrückens gebildet. Im Gegensatz zur Penisinvaginations-Methode wird jedoch das innere Blatt der Penisvorhaut an der Eichel belassen und daraus gemeinsam mit der Penishaut die Klitoris, das Klitorishäubchen und die kleinen Schamlippen geformt. Für die Bildung des Scheideneinganges wird die restliche Penishaut und die ansonsten überflüssige Haut des Hodensackes verwendet. Zusätzlich wird die Scheide mit der längseröffneten Harnröhre ausgekleidet. Es wird bis auf die großen Schwellkörper sämtliches Material verwendet, was bei der üblichen Penisinvaginations-Methode nicht der Fall ist. Im Gegensatz zur Penisinvaginations-Methode kann bei der kombinierten Methode auch bei einem weniger stark ausgebildeten Penis eine ausreichende Scheidentiefe erreicht werden.

#### Brustvergrößerung
Eine Brustvergrößerung wird dann als notwendig empfunden, wenn das Brustwachstum durch die Hormontherapie nur zu relativ kleinen Brüsten führt. Gerade bei großen und breitschultrigen Trans-Frauen geschieht das häufig.

#### Operation im Bereich der Stimme
Es gibt verschiedene Techniken zur Erreichung einer weiblicher klingenden Stimme, die jedoch häufig zu einem auffällig reduzierten Stimmumfang und im Extremfall zum völligen Verlust der Stimme führen. Stimmband-Operationen werden aus diesem Grunde bisher eher selten durchgeführt.
Im Wesentlichen gibt es die Straffungsmethode und die Verkürzungsmethode (Glottoplastik).
Logopädie ergänzt diese Eingriffe oder ist bei den meisten Mann-zu-Frau Transpersonen zunächst das Mittel der Wahl. Oft aber sind die Möglichkeiten hier aufgrund einer sehr weit vom weiblichen Normbereich entfernten Stimmlage begrenzt.

#### Verkleinerung des Adamsapfels
Dieser Eingriff kann notwendig sein, wenn der Kehlkopf bzw. Adamsapfel auffällig groß ist. Es handelt sich um einen in der Regel eher unproblematischen Eingriff.

#### Weitere Eingriffe
Neben den genannten Maßnahmen können in manchen Fällen weitere Eingriffe, vor allem plastisch-chirurgische, Facial Feminization Surgery (kurz: FFS) genannt, notwendig oder erwünscht sein. Insbesondere bei diesen Eingriffen ist die medizinische Notwendigkeit häufig umstritten, ohne die die gesetzliche Krankenversicherung die Kosten nicht übernimmt. Solche Operationen sind beispielsweise die Verkleinerung von Nase, Kinn und Stirnwülsten, eine Vergrößerung der Wangenknochen oder das Polstern der Hüften mit entsprechenden Einlagen. Gelegentlich wird auch die rechte und linke untere Rippe entfernt, um dadurch die Taille zu verschmälern und so die Hüfte breiter erscheinen zu lassen.

## Geschichte

### Frühgeschichte
Die Frühgeschichte operativer Maßnahmen zur Veränderung der primären und sekundären Geschlechtsmerkmale, insbesondere mit dem Ziel der völligen Eliminierung des Geschlechtstriebes z. B. durch Kastration, lässt sich über verschiedene Naturvölker wie beispielsweise die Indianer bis in das alte Ägypten und andere Frühkulturen zurückverfolgen. So fand sich beispielsweise bei den Phrygern in Kleinasien ein Fruchtbarkeitskult zu Ehren der Göttin Kybele, bei dem in ekstatischen Riten schiere Kastrations-Exzesse stattfanden. Die Galloi, Priester oder Tempeldiener der antiken phrygischen Großen Göttin Kybele beziehungsweise Großen Mutter, kastrierten sich selbst nach orgiastisch gesteigerter Raserei während der feierlichen Züge für die Mutter-Göttin mit einem scharfen Stein.
Der Kastrationskult wurde auch im römischen Reich gepflegt, u. a. zu Ehren der Göttin Diana. Vorrangig betroffen waren männliche Sklaven und Leibeigene, die zu sogenannten Eunuchen oder Kastraten „entmannt“ wurden. Die radikalen Maßnahmen, bei denen zumeist das Skrotum, manchmal aber auch der Penis entfernt wurde, endeten oft tödlich, fanden sie doch meist ohne jegliche Betäubung und unter unhygienischen Bedingungen statt.
Mit der Entwicklung der Medizin sank auch das Risiko tödlicher Komplikationen. Waren diese frühen „Operationen“ noch von einem gesellschaftlich hierarchischen und religiösen Denken geprägt, gedacht für Bewacher eines Harems oder als entehrende Bestrafung, so entwickelte sich im Zuge der Renaissance langsam ein anderes Geschlechterbild. Es folgte eine Feminisierung der männlichen Geschlechtsidentität, während die Frauen durch zunehmende Erlangung von Machtpositionen eine zunehmende Maskulinisierung erfuhren. Der eigentliche Wunsch, dem anderen Geschlecht anzugehören, kann historisch nicht eindeutig datiert werden. Barock und Rokoko wiesen sicherlich bereits viele Spielarten und Facetten geschlechtlicher Angleichung in Mode und Habitus auf. Vermutlich wagten sich auch einige Ärzte des 17. oder 18. Jahrhunderts bereits an geschlechtsangleichende Operationen. Dies geschah aber wohl weniger zum Wohl des Patienten, als vielmehr im eigenen Interesse zur experimentellen Erweiterung des wissenschaftlichen Spektrums. Bekannt sind viele sexuelle Mischformen im Bereich der Androgynität, die gerne als „Monster“ auf Märkten oder Zirkusveranstaltungen vorgeführt wurden. Auch hier wurde oft mit operativen Mitteln nachgeholfen (die Frau mit Bart, Männer, die mit ihrer Kastratenstimme Opernarien in den höchsten Tönen sangen etc.).

### 20. und 21. Jahrhundert

#### Sexualwissenschaft
Erste ernsthafte Erkenntnisse zur sowohl psychischen wie physischen Problematik der Trans- oder Intergeschlechtlichkeit lieferte der Arzt und Sexualwissenschaftler Magnus Hirschfeld Anfang des 20. Jahrhunderts. Hirschfeld war es auch, der die Begriffe Homosexualität, Transvestismus und Transsexualität formulierte. Hirschfeld wollte den Wunsch der Menschen nach einer „Geschlechtsumwandlung“ wissenschaftlich untersuchen. Bereits in den 1920er Jahren erreichte es Hirschfeld mit Anregung und Hilfe der Mitarbeiter seines Instituts für Sexualwissenschaft in Berlin, dass Identitätswechsel, Namensänderungen und sogenannte Transvestitenschein ausgestellt wurden. Auch wurden die ersten chirurgischen „Geschlechtsumwandlungen“ zum Beispiel bei Dora Richter, Toni Ebel oder Lili Elbe durchgeführt.
1923 benutzte er erstmals das Wort „Transsexualismus“ in Verbindung mit Transvestismus, jedoch ohne es näher zu definieren.

#### Endokrinologie und Chirurgie
Bereits um 1900 hatte man in der Endokrinologie die Wirkung von Sexualhormonen entdeckt. Mit der chemischen Isolierung von Sexualhormonen begann eine neue Ära der Sexualmedizin: Bereits 1918 wurde von Einspritzungen von Hoden- und Eierstockextrakten berichtet, was ersten Versuchen einer hormonellen Angleichung an das empfundene Geschlecht entspricht.
Anfang der 1920er Jahre wurden erste operative Genitalangleichungen durchgeführt. Die Chirurgen waren durch die Behandlung von Verletzten des Ersten Weltkriegs bereits geübt in Genitaloperationen. Auch hatten die Mediziner durch die gescheiterten Experimente zur „Normalisierung“ bzw. „Umpolung“ von Homo- in Heterosexuelle viele neue Erkenntnisse gewonnen. Das Institut für Sexualwissenschaft in Berlin spielte eine wesentliche Rolle sowohl bei der psychologischen Begutachtung, der Vorbereitung als auch bei der Ausführung der Operationen. Die meisten Patienten verlangten ein Entfernen der störenden Hoden oder der Eierstöcke.
Über die erste vollständige geschlechtanpassende Operation berichtete der Abteilungsleiter am Institut für Sexualwissenschaft Felix Abraham 1931 in dem Beitrag Geschlechtsumwandlung an zwei männlichen Transvestiten. Abraham war für die Beratung der Transvestiten verantwortlich. Im Laufe der 1930er Jahre erfolgten schrittweise erste plastische Operationen. So beschrieb Abraham die Kastrationen oder die Ektomie von Eierstöcken durch Levi Lenz, während er selbst Operationen zur Ausformung einer Vagina vornahm.
Im Laufe des 20. Jahrhunderts verfeinerten sich die Methoden zur genitalen Angleichung an das empfundene Geschlecht sowohl in der konservativen (nichtoperativen) Therapie wie in den operativen Maßnahmen. In den 1950er Jahren waren Thematik und medizinische Vorgehensweisen vor allem unter US-amerikanischen Ärzten geläufig. Operative Genitalangleichungen wurden bei intergeschlechtlichen Kindern oftmals bereits im Alter von ein bis zwei Jahren durchgeführt. Es wurden zahlreiche neue – oft fragwürdige – Maßnahmen entwickelt, wie die überaus schmerzhafte Bougierung, bei der die künstlich geschaffene Vagina mit penisartigen Werkzeugen penetriert und geweitet wird, damit der neugeschaffene weibliche Körper „kopulationsfähig“ wird. Am 22. Mai 2021 trat in Deutschland ein grundsätzliches Verbot der Operation nicht einwilligungsfähiger intergeschlechtlicher Kinder in Kraft.
Bei der modernen konservativen (d. h. nichtoperativen) Therapie besitzen die Hormondosierungen heute, im Gegensatz zu den 1950er und 1960er Jahren, geringere Nebenwirkungen. Noch in den 1960er und 1970er Jahren wurden oft hormonbedingter Haar- und Zahnausfall sowie Pilzerkrankungen u. ä. beobachtet. Auch die operativen Maßnahmen haben sich mit der Lasertechnik und neuen Methoden in der plastischen Chirurgie vereinfacht, bedeuten aber noch immer einen radikalen Eingriff in den Körper.

#### Sozialrecht
Bereits im Jahr 1981 erkannte das Landessozialgericht Stuttgart Transsexualismus als „eine Krankheit im Sinne der gesetzlichen Krankenversicherung [an], die bei entsprechender medizinischer Indikation die Leistungspflicht der Krankenkasse für geschlechtsumwandelnde Mittel und Maßnahmen auslöst“.

#### Sexualpolitik in der DDR
„Wir können aus Frauen Männer machen, aber aus Männern keine Fische“ war ein geflügeltes Wort unter DDR-Schwimmtrainern in den 1970er Jahren und bezog sich auf das Doping mit Androgenen. Viele ehemalige Sportler erlitten durch die intensiven Hormonbehandlungen bleibende physische und psychische Schäden. Nicht wenige entschieden sich nach ihrer aktiven Laufbahn bzw. nach der Wende für eine Genitaloperation. Die Gesetzgebung der DDR war mit der „Verfügung des Gesundheitsministers zur Geschlechtsumwandlung von Transsexualisten“ vom 27. Februar 1976 der Bundesrepublik um einige Jahre voraus. Das dortige Transsexuellengesetz (BGBl. 1980 I S. 1654) trat am 1. Januar 1981 in Kraft.

## Voraussetzungen
Es müssen bestimmte Voraussetzungen erfüllt werden, damit sich eine Person einer geschlechtsangleichenden Operation unterziehen darf. Das von der Deutschen Gesellschaft für Kinder und Jugendpsychiatrie ausgesprochene (empfohlene) Mindestalter für die operative Behandlung ist in Deutschland die Volljährigkeit (18. Lebensjahr). Eine Hormontherapie kann im Alter von 16 Jahren begonnen werden. Für beide Ansätze ist jedoch psychotherapeutische Behandlung notwendig, um sicherzustellen, dass die geschlechtsangleichende Operation wirklich im Sinne der Person ist. Für die Übernahme der Kosten der Geschlechtsangleichung (zwischen 5.000 und 15.000 €) durch die Krankenkasse ist eine psychiatrische/psychotherapeutische Indikation des Therapeuten notwendig, und eine somatisch-ärztliche Indikationsstellung der Operation durch den Operateur. Die Krankenkasse kann dazu eine gutachterliche Stellungnahme des sozialmedizinischen Beratungs- und Begutachtungsdienstes der gesetzlichen Krankenversicherung, dem sogenannten Medizinischen Dienst (MDK), einholen.
Bei Fällen, bei denen ein neugeborenes Kind nicht eindeutig einem Geschlecht zugeordnet werden kann, darf eine operative Veränderung von Geschlechtsmerkmalen seit 2021 nur dann durchgeführt werden, wenn der Eingriff nicht bis zu einer selbstbestimmten Entscheidung des Kindes aufgeschoben werden kann. Es wird außerdem die Einwilligung der Eltern sowie die Zustimmung eines Familiengerichts oder einer unabhängigen interdisziplinären Kommission benötigt. Diese Voraussetzungen entfallen, wenn der Eingriff zur Abwehr einer Lebens- oder Gesundheitsgefahr notwendig ist.

### Kritik
Besonders die Voraussetzung eines psychologischen Gutachtens bei Volljährigen steht auch unter Kritik, da laut einer Studie von 2011 nur 0,9 % der operierten Personen dies später bereuen und eine Verweigerung der Operation negative psychische Folgen haben kann. Nach einer anderen Studie bereute einer von 32 befragten Transmännern (3 %) die geschlechtsangleichende Operation nachträglich, zwei weitere bereuten sie „manchmal“ (6 %), während 78 % sich eine frühere Operation gewünscht hätten (Ehrenberger 2022, Seiten 40 und 57). Außerdem stellten die Gutachten für das Individuum und die Gemeinschaft eine finanzielle Belastung dar, die laut Kritikern vermeidbar sei, dabei wird sich auch auf die Mängel der Diagnose Geschlechtsdysphorie berufen. Stattdessen wird ein Modell vorgeschlagen, das darauf basiert, dass der Arzt seinen Patienten informiert und diesen dann eine Entscheidung treffen lässt.

## Befragungsergebnisse nach Operationen von Frau zu Mann

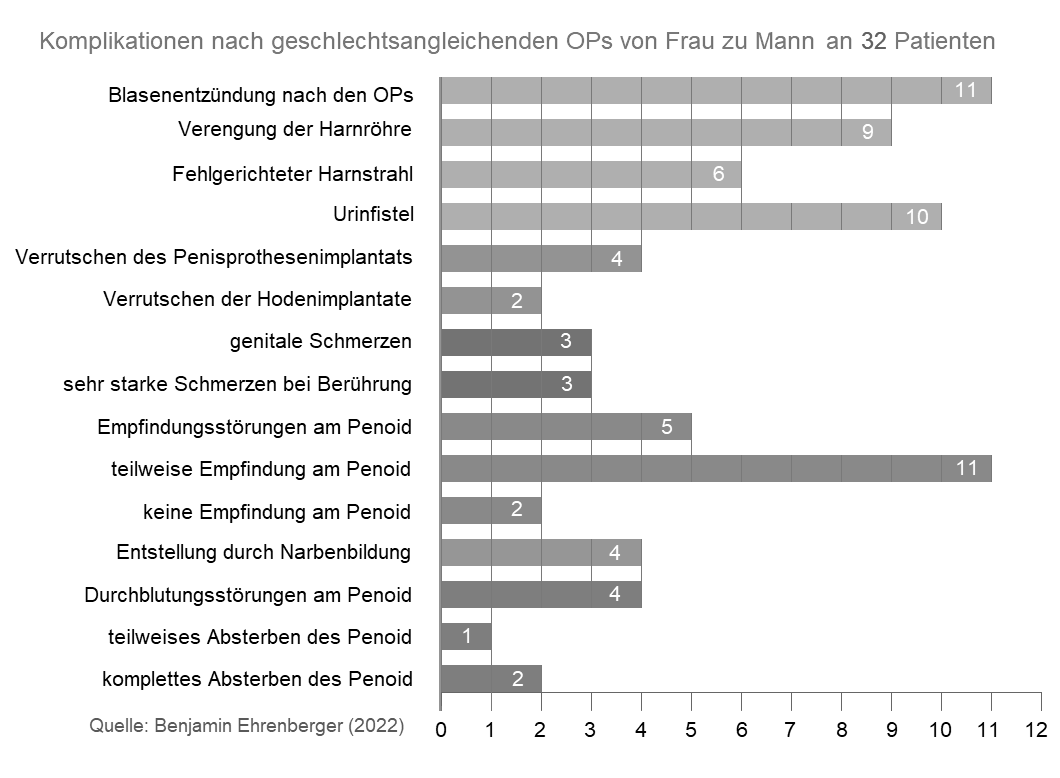
Postoperative Komplikationen mit Zahl der Betroffenen

Eine Befragung von 32 Transmännern, deren Genitalbereich zwischen 1990 und 2012 durch Operationen von weiblich zu männlich umgestaltet wurde, mittels eigens dafür entwickelter indikationsspezifischer Fragebögen zur Zufriedenheit mit den Behandlungsergebnissen zeigte, dass einige von postoperativen Komplikationen betroffen waren, dass sich ohne anschließende dauerhafte Beeinträchtigungen verlaufene Eingriffe jedoch positiv auf die Einschätzung ihrer Lebensqualität, ihre Psyche und ihre Selbstwertschätzung auswirkten.(Ehrenberger 2022)
- 81 % fühlten sich ausgeglichener und männlicher.
- 90 % gaben ein verbessertes persönliches Wohlbefinden an.
- 78 % äußerten, dass eine Verbesserung der Situation im sozialen Umfeld eingetreten ist.
- 65 % stellten eine Verbesserung ihres Sexuallebens fest.

## Komplikationen nach Operationen von Mann zu Frau
Studien an 1.684 Patientinnen ergaben eine Gesamtrate an Komplikationen von 32,5 % und eine Rate an Reoperationen von 21,7 %, welche aus medizinischen Gründen durchgeführt wurden. Am häufigsten war eine Stenose des Neo-Meatus bei 14,4 % der Patientinnen. Außerdem gab es Wundinfektionen mit erhöhtem Risiko für die Gewebeheilung. Das Risiko eines Neovaginalvorfalls wurde durch Fixierung des sakrospinalen Bandes (SSL) deutlich verringert. Die Techniken und die Standards für die Meldung von Komplikationen sind unterschiedlich, daraus ergibt sich eine Schwierigkeit bei der genauen Beurteilung des aktuellen Stands.